# Kabelverbinding
Een kabelverbinding is een een- of meerpolige fysieke een-op-een draadverbinding om elektronen voor een sterkstroom of zwakstroomverbinding analoog of digitaal, zoals een radio-, een televisie- of een internetverbinding van de ene plaats naar de andere over te brengen. Een kabelverbinding is tegengesteld aan een straalverbinding, waarbij de gegevens draadloos worden doorgegeven. 